# Aimé Merlo
Pour les articles homonymes, voir Merlo et Leblond.
Alexandre Emmanuel Aimé Merlo, né le 30 juillet 1880 à Saint-Pierre de La Réunion, mort le 7 avril 1958 à Paris, est un historien, critique d'art, écrivain et journaliste français.
Il a remporté le prix Goncourt en 1909 pour le roman En France, qu'il a coécrit avec son cousin Georges Athénas sous le pseudonyme de Marius-Ary Leblond, ce qui lui vaut d'être souvent appelé Ary Leblond. Il a par ailleurs officié en tant que conservateur du musée de la France outre-mer.

## Distinctions
- Légion d'honneur[3]
- 1932 :  Officier de la Légion d'honneur
  - 1920 :  Chevalier de la Légion d'honneur